# MG T-Type
Der MG T-Type mit den Modellen TA, TB, TC, TD und TF war ein einfacher Roadster mit separatem Rahmen, den MG von 1936 bis 1955 herstellte. Danach wurde er durch den MGA ersetzt.

## TA
Der MG TA ersetzte 1936 den PB Midget, aus dem er weiterentwickelt worden war. Gegenüber seinem Vorgänger war die Spur um 76 mm auf 1143 mm vergrößert und der Radstand um 178 mm auf 2388 mm verlängert worden. Der fortschrittliche Motor mit obenliegender Nockenwelle (OHC-Ventilsteuerung) wurde nicht übernommen, da er sonst bei keinem anderen Serienfahrzeug zum Einsatz kam. Stattdessen griff man auf den MPJG-Motor mit hängenden Ventilen des Wolseley Ten zurück, stattete ihn aber mit zwei SU-Vergasern, einer veränderten Nockenwelle und besserer Gasführung aus. Der Hubraum betrug nur 1292 cm³ (Bohrung 63,5 mm × Hub 102 mm) und er leistete 50 bhp (37 kW) bei 4500/min. Die oberen Gänge des Vierganggetriebes waren synchronisiert.
Wie beim PB wurden die meisten Fahrzeuge als offene Zweisitzer mit einer Karosserie in Gemischtbauweise (Stahlblech auf einem Gerippe aus Eschenholz) gebaut. Außerdem gab es ab 1938 ein Cabriolet von Tickford mit Karosserien von Salmsons aus Newport Pagnell und ein „Airline“-Coupé, wie man es vom P-Type kannte, von dem aber nur ein Exemplar gefertigt worden sein soll. Es erreichte eine Höchstgeschwindigkeit von ca. 125 km/h in Serienausstattung und eine Beschleunigung von 0 auf 100 km/h in 23,1 Sekunden. Anders als der PB hatte der TA hydraulisch betätigte Bremsen. 1936 kostete das Fahrzeug in Großbritannien £ 222; etwas mehr als 3000 Exemplare wurden gebaut.

MG TA, Baujahr 1936
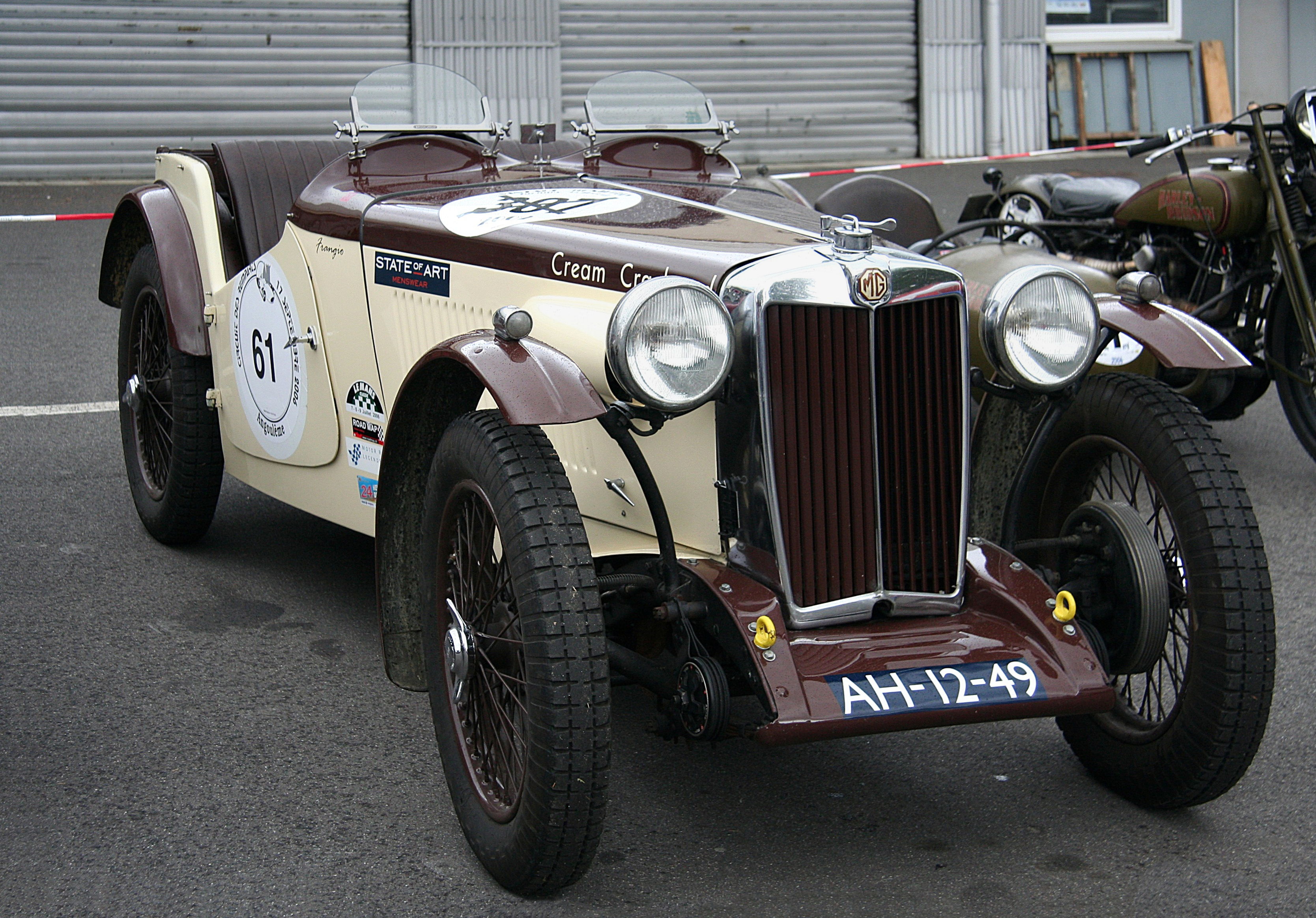
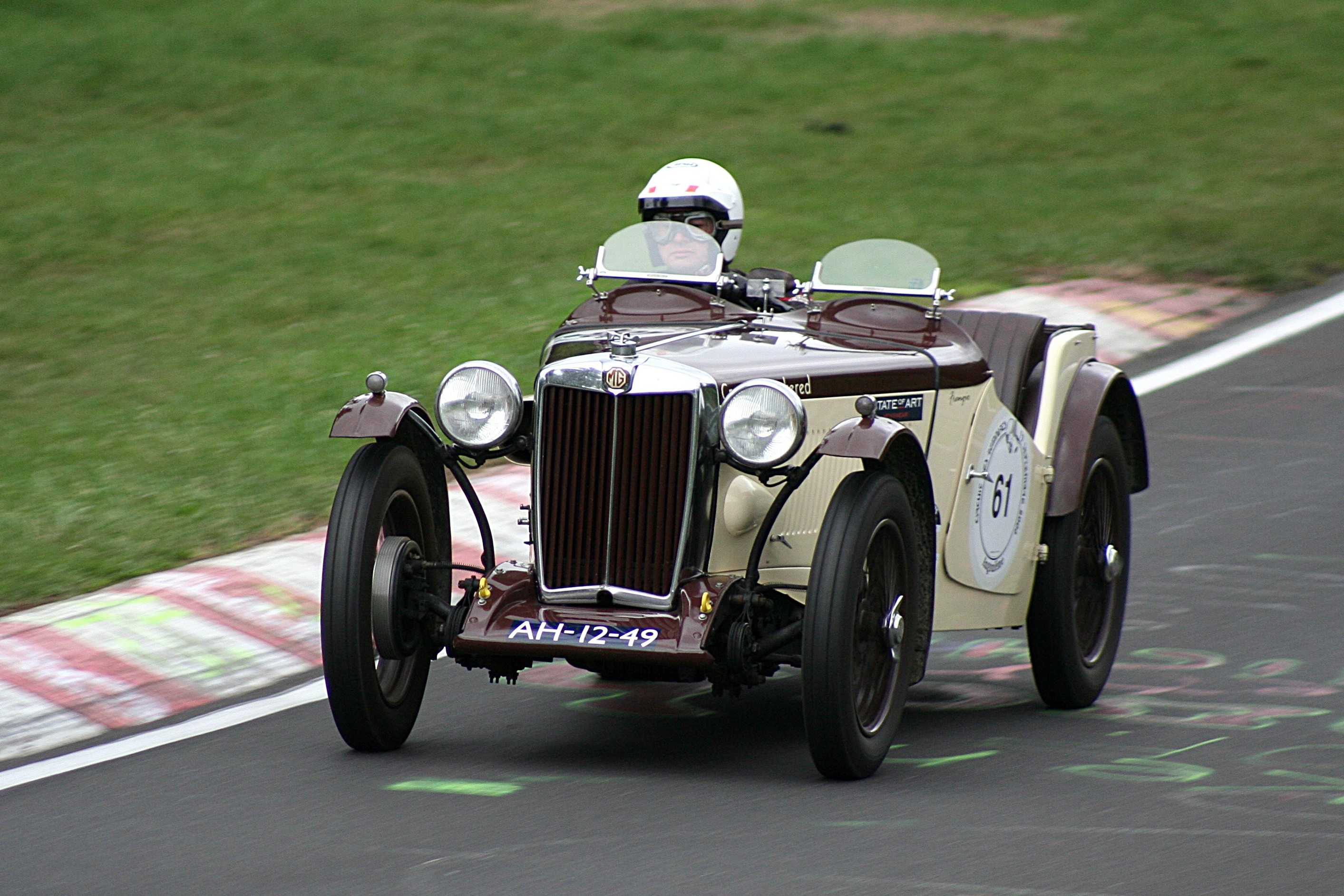
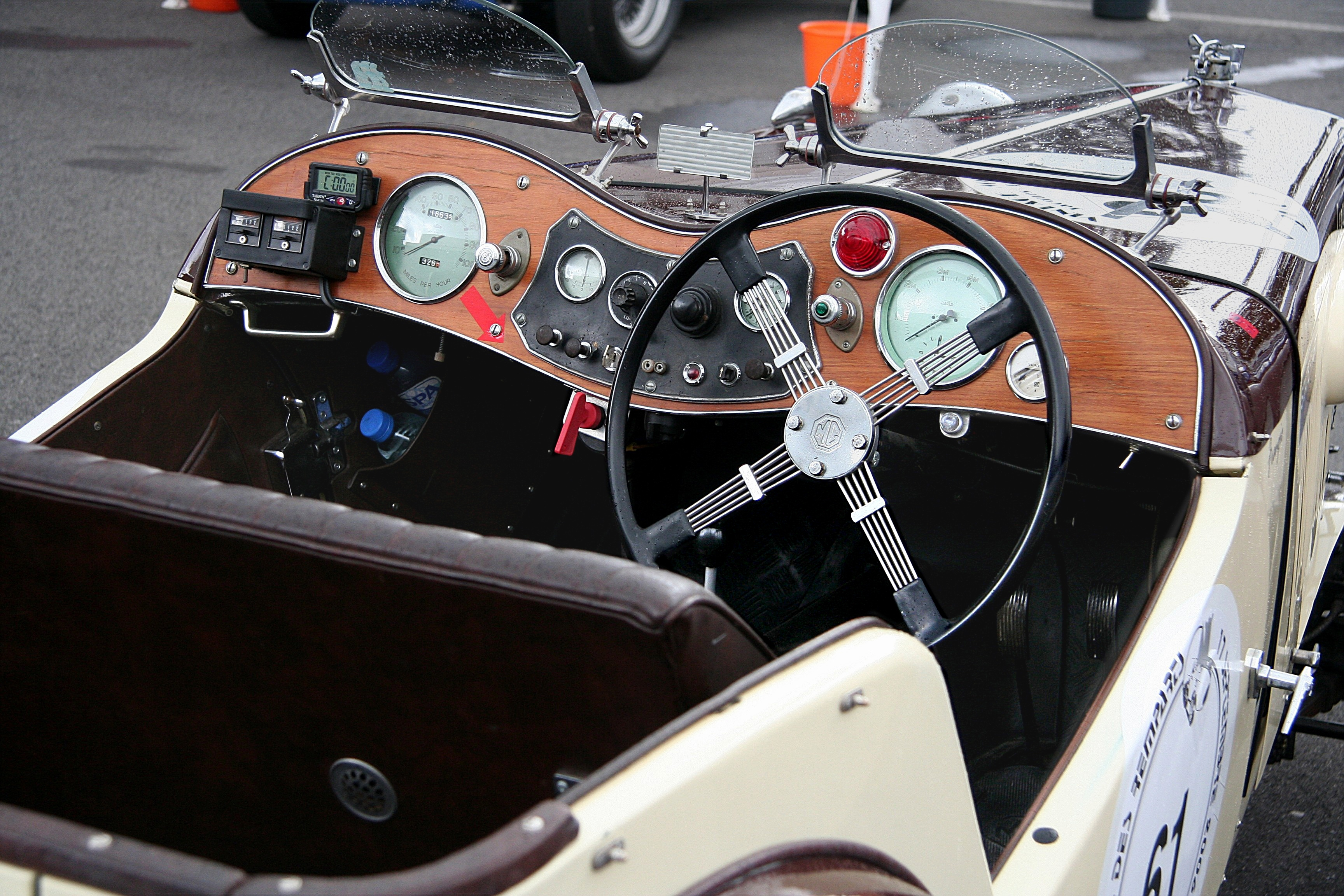

## TB
Im Mai 1939 wurde der TA durch den MG TB ersetzt. Er erhielt den moderneren XPAG-Motor, wie er auch im Morris Ten eingebaut war, aber anders abgestimmt und – wie beim TA – mit zwei SU-Vergasern. Diese 1250-cm³-Maschine hatte 66,6 mm Bohrung und 90 mm Hub und entwickelte 54 bhp (40 kW) bei 5200/min. Es gab ihn als offenen Zweisitzer oder luxuriöseres Tickford-Cabriolet von
Salmons & Sons. Mit 379 gefertigten Exemplaren ist er der seltenste T-Type.

## TC

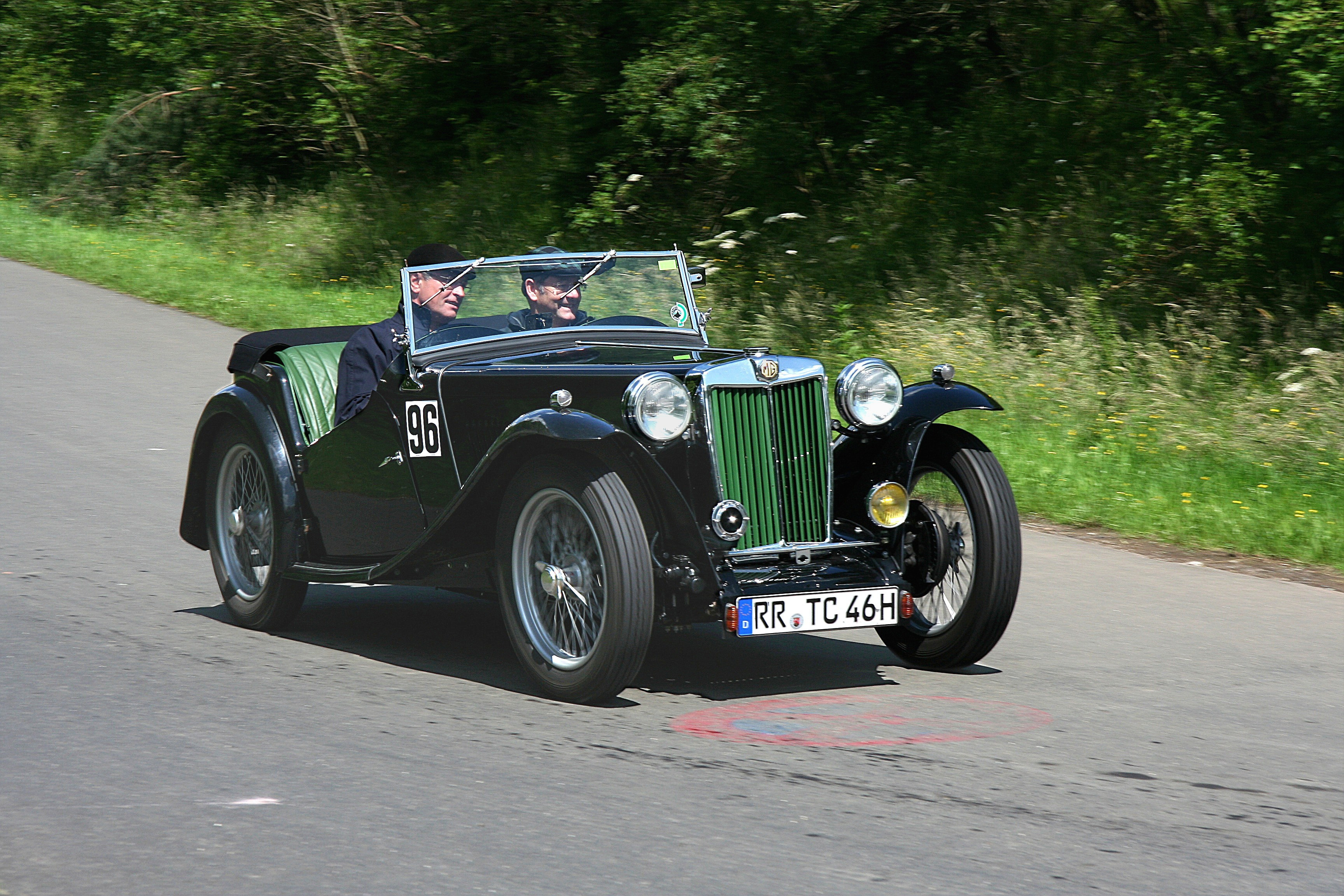
MG TC, Baujahr 1946

Der MG TC war der erste Wagen, den MG nach dem Zweiten Weltkrieg 1945 herausbrachte. Er sah dem Vorkriegs-TB sehr ähnlich und hatte fast den gleichen Motor. Mit geringfügig auf 7,4 : 1 erhöhter Kompression leistete er 54,5 bhp (40 kW) bei 5200/min. Der Innenraum des neuen Wagens war breiter und bot eine modernere Ausstattung. Er erreichte eine Höchstgeschwindigkeit von 140 km/h. Der MG TC wurde auch in die USA exportiert, allerdings nur in rechtsgelenkter Ausführung. Die Exportversion hatte geringfügig kleinere „Sealed Beam“-Scheinwerfer nach US-Standard, größere, doppelte Rücklichter, eine Blinkanlage und verchromte Stoßfänger vorn und hinten. Es wurden über 10.000 Fahrzeuge gefertigt, für MG-Verhältnisse eine große Zahl. 1947 kostete das Fahrzeug in Großbritannien £ 527.

## TD

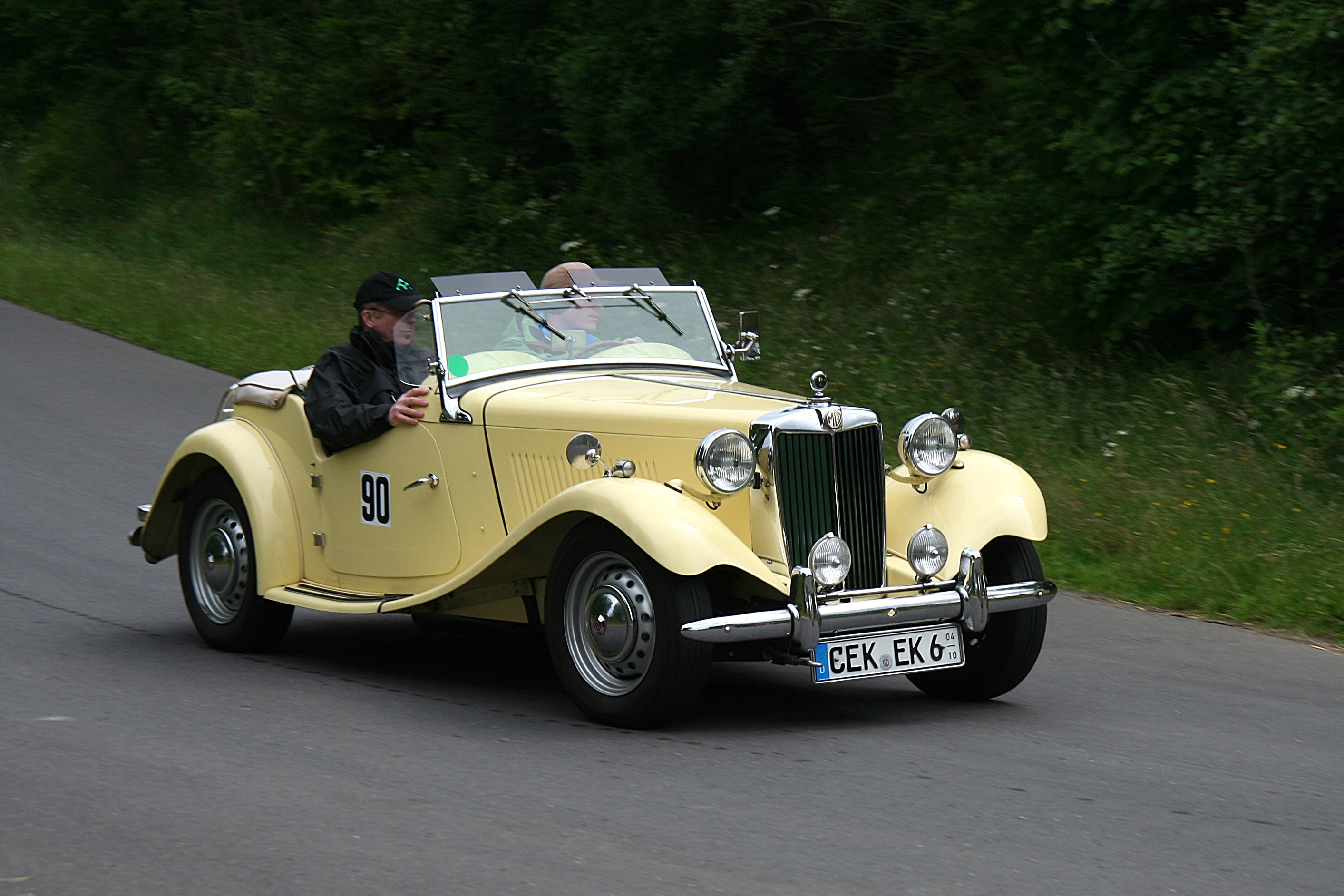
MG TD, Baujahr 1953, auf dem verbliebenen Teil der Nürburgring-Südschleife

Der MG TD von 1950 verband den Antrieb des TC – allerdings mit einem hypoidverzahnten  Differenzial an der Hinterachse – mit dem Fahrgestell des MG Series Y und der von den früheren T-Typen bekannten Karosserie. Neu waren die Einzelradaufhängung mit Schraubenfedern vorn – wie bei der Series Y –, Zahnstangenlenkung, kleinere 15″-Scheibenräder und die auf Wunsch lieferbare Linkslenkung. Stoßfänger mit Stoßfängerhörnern waren erstmals serienmäßig. Mit einer Spurweite von 1270 mm waren die Wagen um 127 mm breiter als vorher.
1950 wurde auch der TD Mk. II eingeführt, der zusammen mit dem Standard-TD hergestellt wurde. Er hatte einen mit 8,0 : 1 etwas höher verdichteten Motor, der 57 bhp (42 kW) bei 5500/min leistete. Er hatte zwei Kraftstoffpumpen, überarbeitete Stoßdämpfer und eine höhere Hinterachsübersetzung.
Insgesamt entstanden fast 30.000 TD, davon ca. 1700 Mk.-II–Modelle. 1953 wurde die Fertigung eingestellt. Nur 1656 Stück blieben in Großbritannien, 23.488 wurden in die USA exportiert. Speziell für den nordamerikanischen Markt bot der New Yorker Karosseriehersteller Inskip eine Version mit verlängertem Radstand an.
Ein Wagen, der 1952 vom Magazin The Motor getestet wurde, erreichte eine Höchstgeschwindigkeit von 123 km/h und beschleunigte von 0 auf 100 km/h in 18,2 Sekunden. Der Testverbrauch lag bei 10,6 l/100 km.
1998 kaufte das malaysische Unternehmen TD Cars die Namensrechte und Pläne zur Produktion des MG TD und stellt seitdem den TD 2000, eine Reproduktion des alten TD, her.
In Deutschland dagegen wurde der MG TD von Automobil Scheib in Ansbach als Nachbau hergestellt. Der Wagen hat einen VW-Boxermotor mit 44 PS aus dem früheren Volkswagen 1300. Die Karosserie der deutschen Replika besteht aus GFK-Fiberglas.

## TF und TF 1500

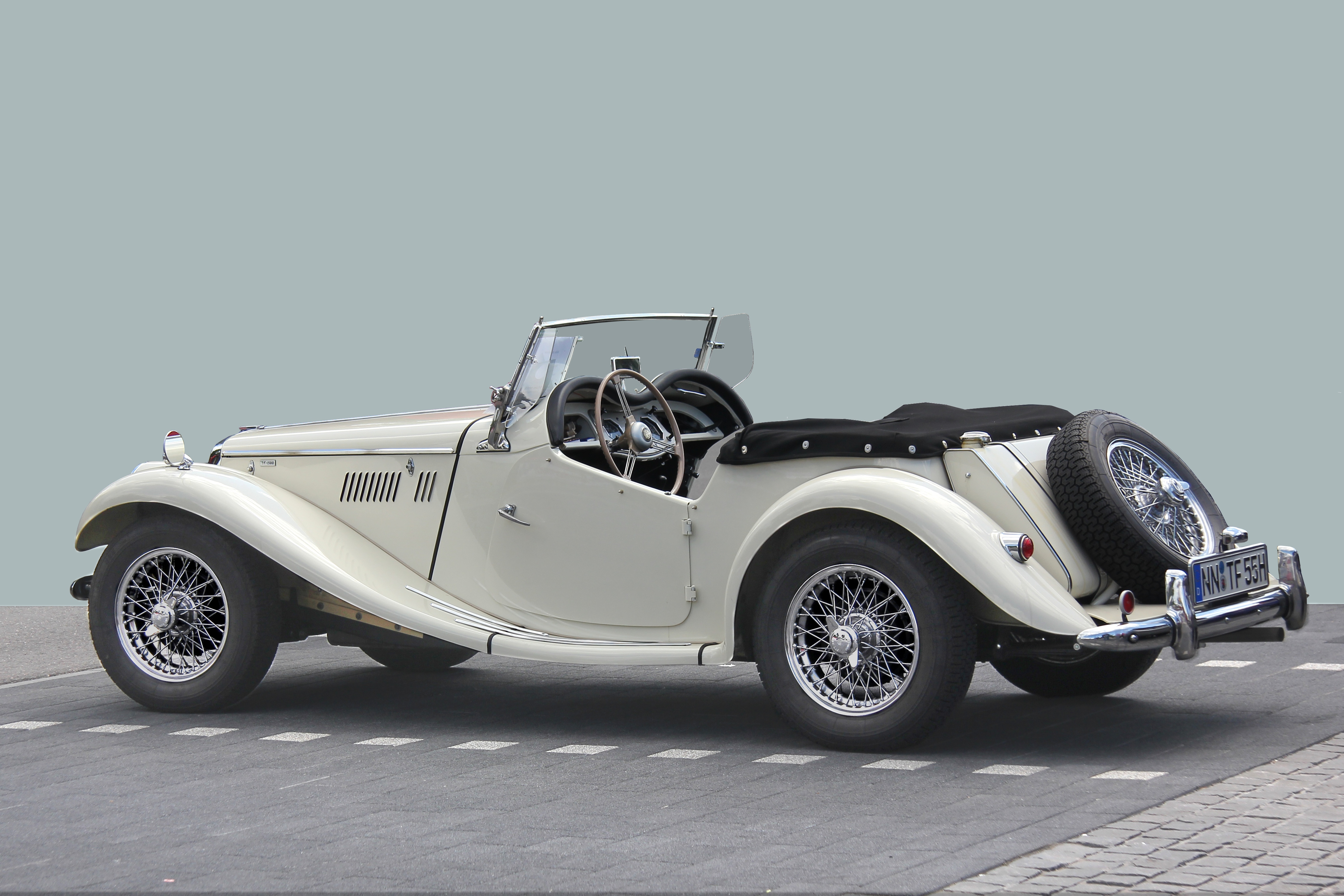
MG TF 1500, Baujahr 1955

Der MG TF war eigentlich ein Lückenbüßer, der dazu diente, die Produktion aufrechtzuerhalten, bis der neue MGA von der Geschäftsleitung der BMC, die keinen Konkurrenten zum Austin-Healey 100 wollte, zur Fertigung zugelassen wurde. Der 1953 herausgebrachte TF war im Grunde ein aufgewerteter TD mit einem nach hinten geneigten Kühlergrill und in die vorderen Kotflügel integrierten Scheinwerfern. Der Verschluss auf der Kühlermaske war nun eine Attrappe, da der Motor ein geschlossenes Kühlsystem hatte, das in heißen Klimata Vorteile bot.
1954 wurde der Motor überarbeitet und der Hubraum auf 1466 cm³ vergrößert, wobei die Bohrung auf 72 mm erweitert wurde. Er gab 63 bhp (46 kW) bei 5500/min ab. Nach wie vor hatte er eine seitliche Nockenwelle. Das Modell wurde als TF 1500 angeboten; die Höchstgeschwindigkeit des Wagens lag bei knapp 140 km/h.
1955 entstanden die letzten Autos dieses Baumusters, dann ersetzte der MGA den TF 1500. Insgesamt entstanden ca. 9600 TF, davon ca. 3400 TF 1500.
Der Name TF tauchte 2002 nochmals auf und bezeichnete einen Mittelmotorsportwagen der Marke, eine Version des MG F.